# Dorothy Kilner
Dorothy Kilner, dite M. P. ou Mary Pelham, née le 17 février 1755 et morte le 5 février 1836, est une écrivaine britannique, autrice de nombreux livres pour enfants. Elle excelle en effet dans l'art de combiner didactisme et connaissance du caractère des enfants.

## Biographie
Dorothy Kilner est probablement née à Woodford, dans le comté de l'Essex. Elle est la plus jeune d'une fratrie de cinq enfants. Son père est Thomas Kilner, fonctionnaire et propriétaire terrien (1719-1804). Sa mère est Frances Kilner, née Ayscough (1718-1768). La famille s'installe d'abord à Maryland Point, avant d'emménager dans l'Essex à partir de 1759.

## Littérature enfantine
L'œuvre littéraire de Dorothy Kilner s'inspire de l'amitié qu'elle entretient dans son enfance et son adolescence avec Mary Ann Maze. Jeunes, les deux filles s'écrivent constamment sur des sujets tant personnels que religieux. Le 18 septembre 1774, Mary Ann épouse un des frères de Dorothy Kilner, Thomas Kilner. Mary Ann et Thomas Kilner ont cinq enfants, dont Eliza (née en 1776), Frances (née en 1783) et George (né en 1791). Dorothy Kilner vit avec son frère et sa belle-sœur au 33 Spital Square à Spitalfields, Londres. Dorothy participe activement à l'éducation de ses neveux et nièces.
Dorothy et Mary Ann Kilner deviennent chacune des autrices prolifiques de livres destinés aux enfants. De fait, elles participent au renouveau de la littérature enfantine à la fin du 18e siècle. Elles participent à l'instruction des enfants par le jeu : leurs livres divertissent et instruisent tout à la fois.
En 1817, Dorothy Kilner devient invalide à la suite d'une blessure au dos. En vieillissant, elle est prise en charge par sa nièce Frances et sa petite-nièce Maria. Dorothy Kilner meurt le 5 février 1836 et est enterrée à West Ham.

## Écrits

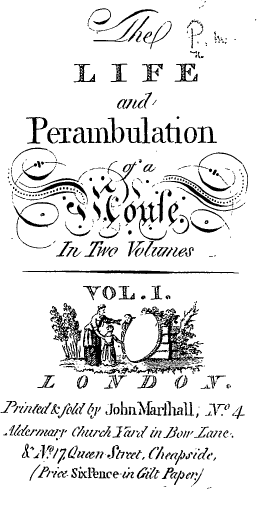
Page de titre de la vie et de la marche d'une souris

Dorothy Kilner publie ses premiers livres de manière anonyme sous les pseudonymes successifs de MP et Mary Pelham, conformément à la pratique générale des autrices féminines de cette période. « MP » pourrait être une allusion aux initiales de sa ville natale Maryland Point. Dorothy et Mary Ann Kilner sont publiées par l'éditeur londonien John Marshall .
Le livre le plus célèbre de Dorothy est La vie et la marche d'une souris (1784). Ce livre est salué par un critique comme un livre qui « attire le moins l'attention sur les lacunes et les contradictions. L'histoire est épisodique, car nous suivons la souris Nimble à travers divers ménages et entendons une variété de conversations. . . . Cette forme épisodique, voire picaresque, naturalise efficacement - désamorce - l'incohérence potentielle ».
Dorothy Kilner écrit à une époque où l'élément moral dans la littérature pour enfants est encore très dominant. Son livre The Village School (1795) est donc sous-titré A Collection of Entertaining Histories for the Instruction and Amusement of All Good Children, et les histoires présentent une Mrs Bell (l'institutrice) et un Mr Right (le pasteur). Le livre conclut : « De cet accident mortel, il faut espérer que tout le monde apprendra à être extrêmement prudent pour ne pas laisser des bougies allumées près du linge, ni, en fait, nulle part, sans constamment veiller, à ne pas faire de mal ». Son discernement du caractère et des amusements des enfants transparaît tout le long du récit.
Des copies des livres de Dorothy et Mary Ann sont retrouvées longtemps après leur mort dans une malle de leur maison à Maryland Point. Plusieurs titres continuent ainsi à être réimprimés pendant de nombreuses années. La vie et la marche d'une souris, par exemple, réapparaît en 1870 dans un recueil édité par Charlotte M. Yonge, intitulé A Storehouse of Stories.